# Anacamptodon cubensis
Anacamptodon cubensis là một loài Rêu trong họ Fabroniaceae. Loài này được (Sull.) Mitt. miêu tả khoa học đầu tiên năm 1869.